# Efteling Wonder Hotel
Het Efteling Wonder Hotel is een 4-sterrenhotel dat onderdeel is van attractiepark de Efteling. Het is in 1992 geopend en telt 124 kamers en 22 themasuites. Het hotel bevindt zich nabij de splitsing van de Europalaan in Kaatsheuvel en de Midden-Brabantweg N261.

## Geschiedenis
Sinds de opening van het Sprookjesbos op 31 mei 1952 is de Efteling uitgegroeid tot een van de grootste attractieparken in de wereld. In 1992 werden een aantal extra voorzieningen geopend om het park geschikt te maken voor meerdaagse bezoeken. Een van die projecten was dit hotel. Destijds heette het hotel nog Golden Tulip Efteling Hotel. 
De samenwerking met Golden Tulip kwam voort uit het feit dat de Efteling zelf niet beschikte over de knowhow om een hotel uit te baten. Sinds 2004 beheert de Efteling het hotel volledig zelf en kreeg het hotel de naam Efteling Hotel.
In 2015 draaide het Efteling Hotel een omzet van 10,7 miljoen euro, een stijging van 11,4% ten opzichte van het jaar ervoor. De bezettingsgraad kwam dat jaar uit op 82,6%.
In 2023 maakte de Efteling bekend dat ze het hotel een nieuw uiterlijk zouden gaan geven. De kenmerkende oranje torens zouden worden veranderd in goudkleurige.
Op 20 november 2024 werd bekend dat het Efteling Hotel in 2025 een grote verbouwing zou ondergaan. Ook zou het een nieuwe naam krijgen: het Efteling Wonder Hotel. Op 6 januari 2025 sloot het Efteling Hotel voor de ingrijpende verbouwing. Op 18 april 2025 heropende het hotel met de nieuwe naam.

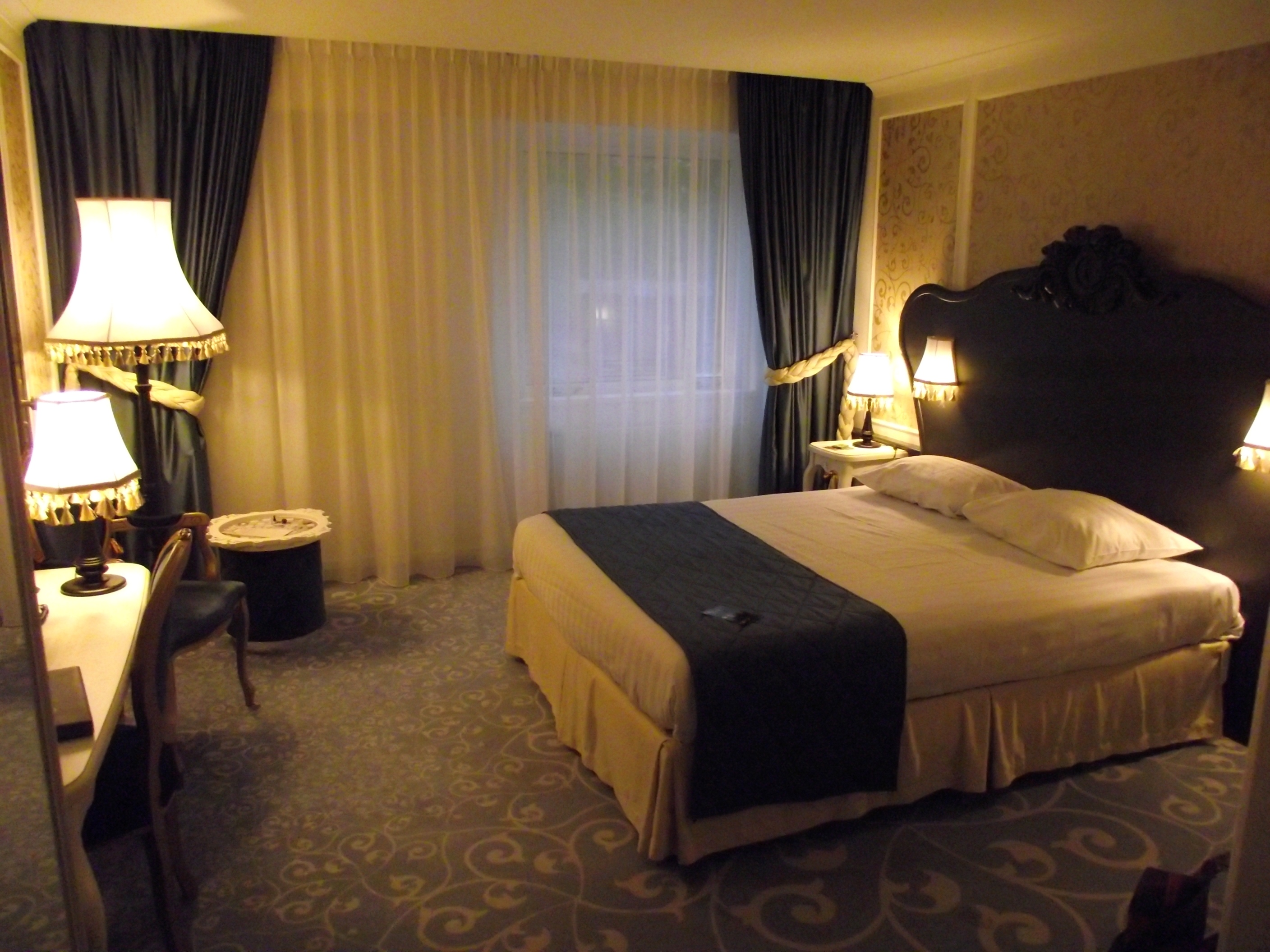
Een kamer in het Efteling Hotel (2012)
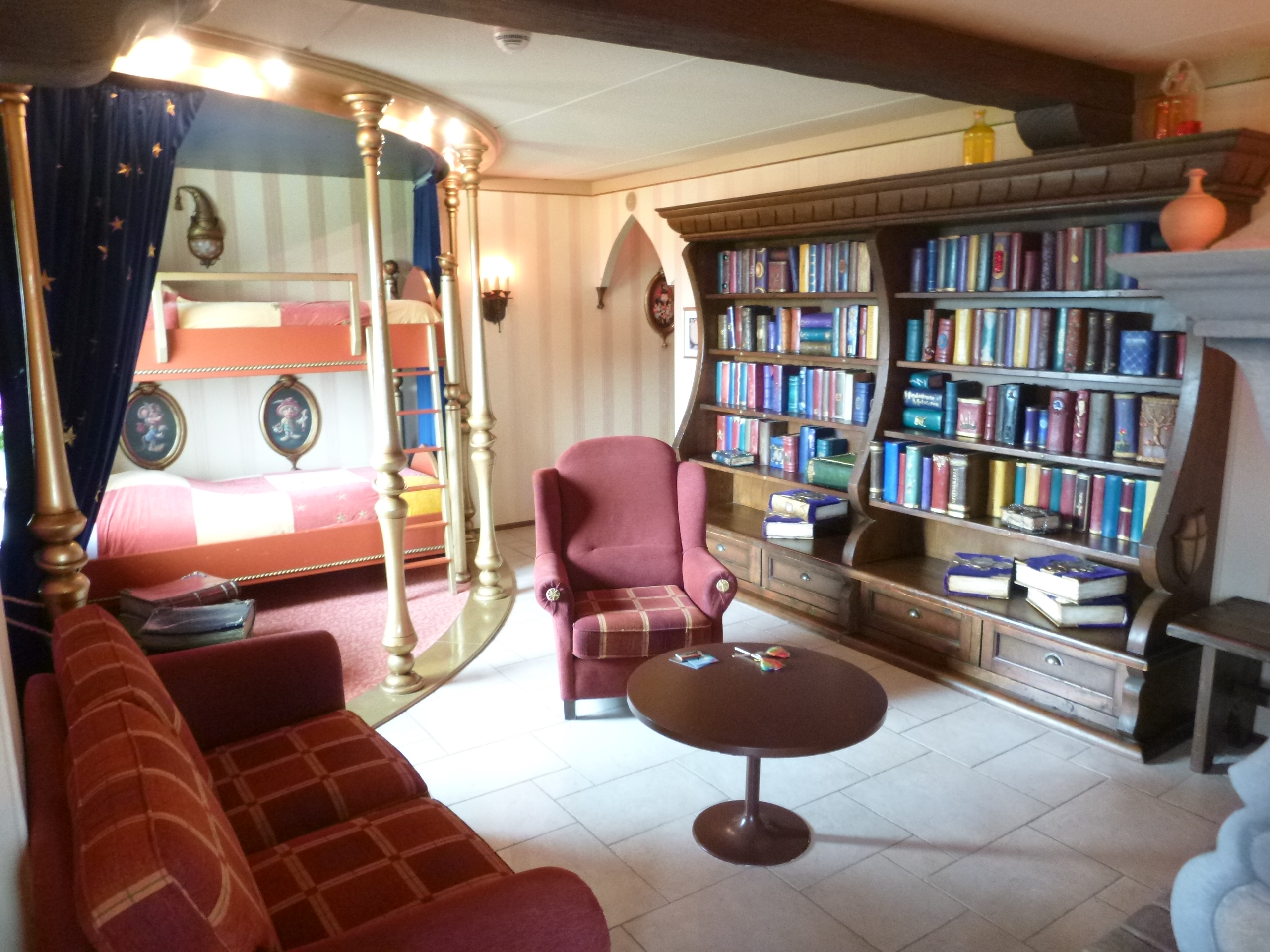
Een suite in het Efteling Hotel (2018)